# Пьяново (Кемеровская область)
Пьяново — деревня в Промышленновском районе Кемеровской области России. Входит в состав Окуневского сельского поселения.

## География
Деревня расположена на высоте 156,7 м над уровнем моря.

## Население
| 2010 |
| ---- |
| 952  |

## Улицы
- ул. Алтайская,
- ул. Береговая,
- ул. Коммунистическая,
- ул. Кузбасская,
- ул. Молодёжная.